# Podpułkownik Służby Więziennej
Podpułkownik Służby Więziennej (ppłk SW) – stopień w Służbie Więziennej, odpowiednik stopnia podpułkownika w Siłach Zbrojnych RP.
Wzory dystynkcji podpułkownika SW zostały określone w rozporządzeniu ministra sprawiedliwości z dnia 7 lutego 2011 w sprawie umundurowania funkcjonariuszy Służby Więziennej.